# Новый век российской усадьбы
Новый век российской усадьбы (полн. Новый век российской усадьбы. Популярная энциклопедия архитектуры. т.1) — энциклопедия (учебное пособие) для архитекторов, искусствоведов, дизайнеров. Автор — доктор технических наук, профессор М. Д. Харит. Издательство Аст-Астрель. В период 2001—2012 годов вышло четыре переиздания общим тиражом 40.000 экз. ISBN 5-17-008120-0, ISBN 5-271-02021-8, ISBN 5-271-02107-6, ISBN 5-17-008121-9. Книга представляет первый том популярной энциклопедии архитектуры.

## Описание книги
«Новый век российской усадьбы» — первый том авторской энциклопедии архитектуры. В книге рассказывается о современных технологиях частного усадебного строительства, появившихся в России. В книге изложен практический опыт архитектурного проектирования и строительства. Приведены новые подходы к малоэтажному строительству, не имевшие до этого отражения в действующих нормативных документах.
Глава первая рассказывает об истории создания вилл и усадеб в России. В главе приведена классификация архитектурных стилей, используемых в усадебном строительстве (включая национально-исторические). Рассматриваются тенденции современной строительной моды в России и за рубежом.
Глава вторая называется «правила и аксиомы строительства дома». Здесь рассказывается об особенностях российского строительства, с учётом возможных низких зимних температур, глубинах промерзания различных типов грунтов, наличия паводковых вод и о многом другом, что необходимо знать проектировщикам, архитекторам, строителям.
Разбирая принципы проектирования и строительства современных усадеб, автор рассматривает не только физико-механические характеристики, но и особенности традиционных взглядов на жилье, принятых в России.
Отдельно анализируются применяемые строительные материалы: типы и характеристики бетонных смесей, характеристики арматуры, дается классификация различных типов кирпича (полнотелый и щелевой, силикатный и керамический и т.д), стеновых блоков, гипсокартонных перегородок. Рассмотрены типы черепицы и кровельных покрытий.
Автор рассказывает о конструкциях фундамента, стен, перекрытий, лестниц, кровли, отделки фасада.
Один из разделов посвящен современным инженерным коммуникациям, обслуживающим дом.
В завершение даются советы по внешнему украшению фасада, включая фитодизайн.
В третьей главе рассказывается об отделке интерьеров, роли цвета в психологическом восприятии пространства, приводится дизайнерская теория «времена года». Часть материала посвящена декорации готового интерьера.
В четвёртой главе рассмотрены традиции садово-паркового искусства в России и за рубежом. Даются рекомендации по устройству инженерных коммуникаций, обслуживающих сад.
Пятая глава посвящена экономике строительства дома, приведены примерные расходы в процентном выражении на различных этапах строительства, прокладки инженерных коммуникаций, отделки интерьеров, декорации комнат, покупке мебели и аксессуаров, и устройстве сада.
И в шестой главе автор предлагает некоторые психологические советы, важные при обустройстве своего дома.
Книга имеет 253 страницы, цветные иллюстрации, фото, чертежи и схемы, и будет полезна архитекторам, студентам архитектурных и строительных факультетов, историкам, искусствоведам и просто любителям архитектуры.

## Резонанс на книгу в профессиональной среде и информационном пространстве
Издание было выпущено в 2001 году, как одно из первых исследований, обобщающих опыт строительства и современные технологии в новой России. В книге был изложен практический опыт архитектурного проектирования и строительства, не имевшие до этого отражения в действующих нормативных документах.
Издание книги оказалось замечено в мире. В 2003 году The New York Times и Chicago Tribune опубликовали упоминание о книге Михаила Харита «Новый век российской усадьбы» в статьях о развитии малоэтажного строительства в новой России.
Библиотеки ведущих мировых университетов (Гарвардский университет, Кембриджский университет, Йельский университет, Стэнфордский университет, Колумбийский университет и др.) приобрели книгу для своих научных фондов (см. раздел «Библиотеки и научные фонды» ниже).
Книга «Новый век российской усадьбы» была включена Министерством образования и науки Российской Федерации в перечень литературы для учебных курсов высших учебных заведений
В диссертации кандидата наук Веселовой С. С. указано:
Из отечественной литературы необходимо упомянуть книгу современного архитектора М. Харита «Новый век российской усадьбы» (М., 2001). Это издание имеет своей целью, с одной стороны, подчеркнуть преемственность современного строительства коттеджей и вилл, их «генетическую» связь с усадебным наследием России через стилизацию форм и приемов прошлого, с другой, показать новые возможности современного дизайна, новые технологии и т. д. Помимо авторских рассуждений о частной архитектуре Западной Европы и России книга содержит реальные проекты, включающие, в том числе, предложения по устройству и художественному оформлению зимних садов.
В диссертации доктора наук Жапловой Т.М и в её же фундаментальной монографии указано:
Русской усадьбе посвящены многочисленные исследования последнего десятилетия: среди которых «Новый век российской усадьбы» (М., 2001 г.). В исследованиях современными учеными наиболее детально изучаются три содержательных аспекта усадьбоведения – архитектура, история и культура.